# 经典力学
经典力学是力学的一个分支。经典力学是以牛顿运动定律为基础，在宏观世界和低速状态下，研究物体运动的基本学科。在物理學裏，经典力学是最早被接受为力學的一个基本綱領。经典力学又分为静力学（描述静止物体）、运动学（描述物体运动）和动力学（描述物体受力作用下的运动）。16世纪，伽利略·伽利莱就已采用科学实验和数学分析的方法研究力学。他为后来的科学家提供了许多豁然开朗的启示。艾萨克·牛顿则是最早使用数学语言描述力学定律的科学家。
后来，拉格朗日、哈密顿创立更为抽象的研究方法來表述经典力学。新的表述形式被称为拉格朗日力学和哈密顿力学。这些进步主要发生在18世纪和19世纪，新的表达方式大大超出了牛顿所表达经典力学的工作范围，特别是通过使用分析力学，经过一些修改即可用于现代物理学的所有领域。
在研究速度不接近光速、质量不是非常大的宏观物体时，经典力学提供了非常精确的结果。然而，当被检测的对象尺度具有大约原子直径的大小时，需要引入量子力学；描述物体速度接近光速时，需要引入狭义相对论；如果研究大質量对象，需要引入广义相对论。:2
目前主流的研究将相对论力学纳入经典物理学，在他们看来，相对论力学以最发达和最准确的形式来代表经典力学。

## 簡介

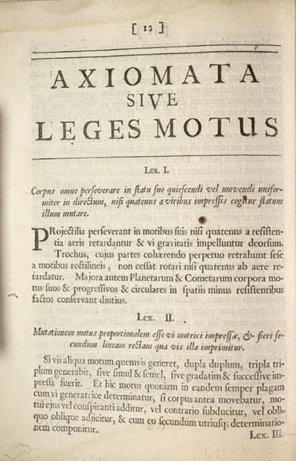
以拉丁文撰寫的牛頓第一定律及牛頓第二定律原本（1687年版）

经典力学是以牛顿运动定律为基础，以下分别列出三條牛顿运动定律：
1. 第一定律：如果物体处于静止状态，或呈等速直线运动，只要没有外力作用，物体将保持静止状态，或呈等速直线运动之状态。这定律又称为惯性定律。
2. 第二定律：物体的加速度，与所受的净外力成正比。加速度的方向与净外力的方向相同。即{\displaystyle \mathbf {F} =m\mathbf {a} \,\!}；其中，{\displaystyle \mathbf {a} \,\!}是加速度，{\displaystyle \mathbf {F} \,\!}是淨外力，{\displaystyle m\,\!}是质量。
3. 第三定律：两个物体的相互作用力总是大小相等，方向相反，作用力與反作用力作用於不同物體上，且同时出现或消失。强版第三定律还額外要求两支作用力的方向都處於同一直线。

经典力学推翻了绝对空间的概念：即在不同空间发生的事件是绝然不同的。例如，静挂在移动的火车车厢内的时钟，对于站在车厢外的观察者来说是呈移动状态的。但是，经典力学仍然确认时间是绝对不变的。
由伽利略和牛顿等人发展出来的力学，着重于分析位移、速度、加速度、力等等矢量间的关系，又称为矢量力学。它是工程和日常生活中最常用的表述方式，但并不是唯一的表述方式：約瑟夫·拉格朗日、威廉·哈密頓、卡爾·雅可比等发展了经典力学的新的表述形式，即所谓分析力学。分析力学所建立的框架是近代物理的基础，如量子场论、广义相对论、量子引力等。
微分几何的发展为经典力学注入了蒸蒸日盛的生命力，是研究现代经典力学的主要数学工具。在日常经验范围中，采用经典力学可以计算出精确的结果。但是，在接近光速的高速度或強大重力場的系统中，经典力学已被相对论力学取代；在小距离尺度系统中又被量子力學取代；在同时具有上述两种特性的系统中则被相对论性量子场论取代。虽然如此，经典力学仍旧是非常有用的。因为下述原因：
1. 它比上述理论简单且易于应用。
2. 它在许多场合非常准确。经典力学可用于描述人体尺寸物体的运动（例如陀螺和棒球），许多天体（如行星和星系）的运动，以及一些微尺度物体（如有机分子）。

雖然經典力學和其他“经典”理论（如经典电磁学和热力学）大致相容，在十九世纪末，还是发现出有些只有现代物理才能解释的不一致性。特别是，经典非相对论电动力学预言光波傳播於以太內的速度是常數，经典力学无法解释这预测，因而导致了狭义相对论的发展。经典力学和经典热力学的结合又导出吉布斯佯谬（熵不具有良好定義）和紫外灾变（在頻率趨向於無窮大時，黑體輻射的理論結果和實驗數據無法吻合）。为解决这些问题的努力造成了量子力學的發展。

## 理论的表述
经典力学有许多不同的理论表述方式：
- 牛顿力学（矢量力学）的表述方式。
- 拉格朗日力学的表述方式。
- 哈密顿力学的表述方式。

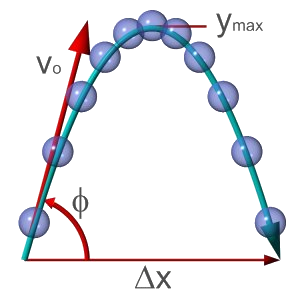
拋物線運動的理論分析屬於古典力學的領域。

以下介绍經典力學的几个基本概念。为简单起见，經典力學常使用点粒子来模拟实际物体。点粒子的尺寸大小可以被忽略。点粒子的运动可以用一些参数描述：位移、質量、和作用在其上的力。
实际而言，經典力學可以描述的物体总是具有非零的尺寸。（超小粒子的物理行为，例如電子，必须用量子力學才能正确描述）。非零尺寸的物体比虚构的点粒子有更复杂的行为，这是因为自由度的增加，例如棒球在移动的同时也可以旋转。虽然如此，点粒子的概念也可以用来研究这种物体，因为这种物体可以被视为由大量点粒子组成的复合物。如果复合物的尺寸极小于所研究问题的距离尺寸，则可以推断复合物的质心与点粒子的行为相似。因此，使用点粒子也适合于研究这类问题。

### 位置及其导数
在空间内，设定一坐标系。参考此坐标系，点粒子的位置，又称为位置向量，定义为从原点O指达粒子的向量{\displaystyle \mathbf {r} \,\!}；向量的端點為原点O，矢點為粒子所处地点。如果，点粒子在空间内移动，位置會随时间而改变，则{\displaystyle \mathbf {r} \,\!}是时间{\displaystyle t\,\!}(从任意的初始时刻开始的时间）的函数。在爱因斯坦的相对性理论之前（伽利略相对性原理），时间被认为在所有参考系中是绝对的。也就是说，不同的观察者在各自的参考系中所测量的时间间隔都等值。并且，經典力學假设空间为欧几里得几何空间。
位移是位置的改變。假設從舊位置{\displaystyle \mathbf {r_{1}} \,\!\,\!}改變到新位置{\displaystyle \mathbf {r_{2}} \,\!\,\!}，則位移是{\displaystyle \Delta \mathbf {r} =\mathbf {r_{2}} -\mathbf {r_{1}} \,\!\,\!}。使用向量分析的術語，假設一個粒子的位置，從舊位置移動到新位置，則位移是端點為舊位置，矢點為新位置的向量，又稱為位移向量。

#### 速度
速度是位移对于时间的变化率，正式定义为位移对于时间的导数。以方程式表达
{\displaystyle \mathbf {v} ={\mathrm {d} \mathbf {r}  \over \mathrm {d} t}\qquad \,\!}；
其中，{\displaystyle \mathbf {v} \,\!}是速度。
在经典力学中，速度可以直接地相加或相减。例如，假设一辆车以向东60 km/h的速度超过另一辆以50 km/h向东的车，从较慢车的角度来看，它的速度是向东60 − 50 = 10 km/h.从较快车的角度来看，较慢车以10 km/h向西行驶。如果车是向北行驶呢？速度以向量形式直接相加；但必须用向量分析的方法来处理。 
假设，第一辆车的速度为{\displaystyle \mathbf {u} =u\mathbf {d} \,\!}，第二辆车的速度为{\displaystyle \mathbf {v} =v\mathbf {e} \,\!}；其中，两辆车的速率分别为{\displaystyle u\,\!}和{\displaystyle v\,\!}，而{\displaystyle \mathbf {d} \,\!}和{\displaystyle \mathbf {e} \,\!}分别为两辆车朝着运动方向的单位向量。那麼，从第二辆车观察，第一辆车的速度{\displaystyle \mathbf {u} '\,\!}为
{\displaystyle \mathbf {u} '=\mathbf {u} -\mathbf {v} \,\!}。
同样地，从第一辆车观察，第二辆车的速度{\displaystyle \mathbf {v} '\,\!}为
{\displaystyle \mathbf {v} '=\mathbf {v} -\mathbf {u} \,\!}。
假设这两辆车的运动方向相同，{\displaystyle \mathbf {d} =\mathbf {e} \,\!}，则这公式简化为
{\displaystyle \mathbf {u} '=(u-v)\mathbf {d} \,\!}。
在这里，可以忽略方向，只用速率表达：
{\displaystyle u'=u-v\,\!}。

#### 加速度
加速度，或是说速度对于时间的变化率，是速度对于时间的导数，以方程式表达
{\displaystyle \mathbf {a} ={\mathrm {d} \mathbf {v}  \over \mathrm {d} t}\,\!}。
加速度向量可以改变速度大小，改变速度方向，或同时改变速度的大小与方向。如果只有速度的大小（速率）减小，则可以称为减速或变慢。但通常来说，速度上的任何改变，包括减速，都可以称为加速度。

#### 惯性参考系
在空间内，相对于任何参考点（静止中或移动中），一个运动中的粒子的位移、速度、和加速度都可以测量计算而求得。虽然如此，经典力学假定有一组特别的参考系。在这组特别的参考系内，大自然的力学定律呈现出比较简易的形式。称这些特别的参考系为惯性参考系。惯性参考系有个特性：两个惯性参考系之间的相对速度必是常数；相对于一个惯性参考系，任何非惯性参考系必定呈加速度运动。所以，一个净外力是零的点粒子在任何惯性参考系内测量出的速度必定是常数；只有在净外力非零的状况下，才会有点粒子加速度运动。问题是，因为万有引力的存在，并无任何方法能够保证找到净外力为零的惯性参考系。实际而言，相对于遥远星体呈现常速度运动的参考系应是优良的选择。
思考同一事件在两个惯性参考系{\displaystyle S\,\!}和{\displaystyle S\,'\,\!}的测量结果。假设，相对于{\displaystyle S\,\!}参考系，{\displaystyle S\,'\,\!}参考系以速度{\displaystyle \mathbf {v} \,\!}移动。分别处于这两个参考系的观查者会测量到以下结果：
- {\displaystyle \mathbf {u} '=\mathbf {u} -\mathbf {v} \,\!}（同一点粒子的运动，在{\displaystyle S\,'\,\!}测量的速度是在{\displaystyle S\,\!}测量的速度减去{\displaystyle \mathbf {v} \,\!}）。
- {\displaystyle \mathbf {a} '=\mathbf {a} \,\!}（点粒子的加速度和惯性参考系无关）。
- {\displaystyle \mathbf {F} '=\mathbf {F} \,\!}（因为{\displaystyle \mathbf {F} =m\mathbf {a} \,\!}，施于点粒子上的力和惯性参考系无关;参见牛顿运动定律）。
- 光速不是常数。
- 麦克斯韦方程组的形式不是独立于惯性参考系的；从一个惯性参考系转换到另一个惯性参考系，则麦克斯韦方程组的形式可能会改变。

### 力與加速度；牛顿第二定律
牛顿第二定律把点粒子的质量和速度用一个称为力的向量联系起来。如果{\displaystyle m\,\!}是点粒子的质量，而{\displaystyle \mathbf {F} \,\!}是所有作用在其上的力的向量总合（就是，净作用力），牛顿第二定律表明
{\displaystyle \mathbf {F} ={\mathrm {d} (m\mathbf {v} ) \over \mathrm {d} t}={\mathrm {d} \mathbf {p}  \over \mathrm {d} t}\,\!}。
其中，{\displaystyle \mathbf {p} =m\mathbf {v} \,\!}为動量。
通常，質量{\displaystyle m\,\!}与时间无关。那麼，牛顿定律可以简化为
{\displaystyle \mathbf {F} =m\mathbf {a} \,\!}。
其中，{\displaystyle \mathbf {a} ={\frac {\mathrm {d} \mathbf {v} }{\mathrm {d} t}}\,\!}是加速度。
但质量并不总是独立于时间。例如，火箭需要喷出推进剂，才能往前方推进。所以，随着时间演化，火箭质量会渐渐减少。对于此案例，上述方程式并不正确，必须使用牛顿第二定律的完整形式。
牛顿第二定律不足以独立描述粒子的运动，还必需知道{\displaystyle \mathbf {F} \,\!}的性质和形式。假若，知道施加于点粒子的作用力，则牛顿第二定律足以描述粒子的运动。例如，一个典型的摩擦力{\displaystyle \mathbf {F} _{\rm {R}}\,\!}可以表达为：
{\displaystyle \mathbf {F} _{\rm {R}}=-\lambda \mathbf {v} \,\!}。
其中，{\displaystyle \lambda \,\!}是一个正值常数。
当每个施加於点粒子的作用力的独立关系都被设定後，它们可以被代入牛顿第二定律中，从而得到一个微分方程，称为运动方程。继续上面的例子，假設摩擦力是唯一作用在点粒子上的力，则运动方程为
{\displaystyle -\lambda \mathbf {v} =m\mathbf {a} =m{\mathrm {d} \mathbf {v}  \over \mathrm {d} t}\,\!}。
积分这个运动方程，可以得到
{\displaystyle \mathbf {v} =\mathbf {v} _{0}e^{-\lambda t/m}\,\!}；
其中，{\displaystyle \mathbf {v} _{0}\,\!}是初始速度。此公式显示出，這粒子的速度是随着时间指数式递减到0。进一步将此公式积分，可以得到位移{\displaystyle \mathbf {r} \,\!}随着时间的函数。
重力和电磁学中的洛伦兹力是几种常见的力。
牛顿第三定律可以用来推论作用於粒子的力：如果已知粒子A作用於另一粒子B的力是{\displaystyle \mathbf {F} \,\!}，则粒子B会有一个大小相等、方向相反的反作用力{\displaystyle -\mathbf {F} \,\!}作用於粒子A。

### 能量
若施加作用力{\displaystyle \mathbf {F} \,\!}於某粒子，因而产生位移{\displaystyle \Delta \mathbf {r} \,\!}，该作用力所做的功{\displaystyle W\,\!}是一个标量
{\displaystyle W=\mathbf {F} \cdot \Delta \mathbf {r} \,\!}。
若粒子的質量不變，而{\displaystyle W_{\rm {total}}\,\!}是施加于粒子所有作用力所做的功，通过把每个作用力所做的功加起来得到，从牛顿第二定律：
{\displaystyle W_{\rm {total}}=\Delta E_{k}\,\!}。
在这里，{\displaystyle E_{k}\,\!}被称为動能。对于一个粒子，它被定义为
{\displaystyle E_{k}={\begin{matrix}{\frac {1}{2}}\end{matrix}}mv^{2}\,\!}。
对于很多粒子组成的复合物体，合成体的動能是粒子的動能總和。
有一类特殊的力，称为保守力，可以表达为一个标量函数的梯度，该函数称为势能，标记为{\displaystyle E_{p}\,\!}：
{\displaystyle \mathbf {F} =-\mathbf {\nabla } E_{p}\,\!}。
如果所有总用在粒子上的力是保守的，而{\displaystyle E_{p}\,\!}是所有势能加起来得到的总势能，那麼，
{\displaystyle \mathbf {F} \cdot \Delta \mathbf {s} =-\mathbf {\nabla } E_{p}\cdot \Delta \mathbf {s} =-\Delta E_{p}\Rightarrow -\Delta E_{p}=\Delta E_{k}\Rightarrow \Delta (E_{k}+E_{p})=0\,\!}。
这结果称为能量守恒定律。以公式表达
{\displaystyle E_{total}=E_{k}+E_{p}\,\!}，
总能量{\displaystyle E_{total}\,\!}与时间无关。这结果非常有用。因为，很多常见的力是保守的。

### 進阶結果
牛頓的定律为复合物体提供了很多重要的结果。在这方面，牛頓定律延伸成为歐拉定律。描述一维运动的微积分也可以用来描述角動量的概念。 
经典力学有两种其它重要的表述：拉格朗日力学和哈密顿力学。它们都和牛顿力学相等价。但是，在解决问题上，它们经常有更大的威力。这些和其他的现代表述通常都绕过作用力的概念，而使用其他物理量，例如能量、拉格朗日量或哈密顿量，来描述力学系统。

### 經典变换
思考两个参考系{\displaystyle S\,\!}和{\displaystyle S\,'\,\!}。对於分别处於这两个参考系的观察者，假设同一个事件在{\displaystyle S\,\!}参考系中的时空坐标为（{\displaystyle x,\ y,\ z,\ t\,\!}），在{\displaystyle S\,'\,\!}参考系中为（{\displaystyle x\,',\ y\,',\ z\,',\ t\,'\,\!}）。假若時間是有绝对性的（時間在两个参考坐标系的测量值相等），并且要求当{\displaystyle t=0\,\!}时，令{\displaystyle x\,'=x\,\!}。假若{\displaystyle S\,'\,\!}在{\displaystyle x\,\!}方向以{\displaystyle v\,\!}的速度相对于{\displaystyle S\,\!}运动。那麼，同一事件在两个参考系{\displaystyle S\,\!}和{\displaystyle S\,'\,\!}内的时空坐标关系为：
{\displaystyle x\,'=x-vt\,\!}、
{\displaystyle y\,'=y\,\!}、
{\displaystyle z\,'=z\,\!}、
{\displaystyle t\,'=t\,\!}。
这一组公式定义了一种群变换，称为伽利略变换。在狭义相对论的极限状况，当相对速度{\displaystyle v\,\!}超小於光速時，这变换是正确的。
当解析某些问题时，采用旋转坐标（参考系）会带来很多便利。可以将旋转坐标与一个简易的惯性参考系保持映射函数关系，或者，也可提出虚假的离心力或科里奥利力。

## 歷史
古希腊的哲学家，包括亞里士多德在内，可能是最早提出“万有之本，必涵其因”论点，以及用抽象的哲理尝试敲解大自然奥秘的思想家。当然，对于现代读者而言，许多仍旧存留下来的思想是蛮有道理的，但并没有无懈可击的数学理论与對照實驗来阐明跟证实。而这些方法乃现代科学，如古典力学能形成的最基本因素。
约翰内斯·开普勒為按照因果關係来解释行星运动的科学家。他从第谷·布拉赫对火星的天文观测资料裏发现了火星公转的轨道是椭圆形的。这与中世纪思维的切割，大约发生在西元1600年。差不多于同时，伽利略用抽象数学定律来解释粒子运动。传说他曾经做过一个很有意思的實驗：他从比萨斜塔扔下两个不同质量的球，试验这两个球是否会同时落地。虽然这很可能僅止於传说。但他确实進行过在斜面上滚球的属量性实验；他的加速运动论显然是由这类实验的结果推导出的，而且成为了古典力学的基础。
牛顿在他的巨著《自然哲学的数学原理》裡发表了牛頓萬有引力定律與三条牛顿运动定律：慣性定律，加速度定律和作用与反作用定律。使用運動定律與萬有引力定律，他能够计算出普通物体与天体的运动轨道。特别值得一提的是，他研究出开普勒定律在理论方面的详解。牛頓先前创发的微积分是研究古典力学所必备的数学工具。
牛頓和那时期的同仁，除了克里斯蒂安·惠更斯所研究之波動現象為值得注意的例外，大多数都认为古典力学应可以诠释所有大自然的现象，包括用其分支學術，几何光学，来解释光波。甚至于他发现的牛頓環（一个光波干涉现象），牛頓都試著用自己的光微粒说来解释。
十九世纪后期，尖端的理论与实验发掘出许多扑硕迷离的难题。古典力学与热力学的连结导至出古典统计力学的吉布斯佯谬（熵不是个良好定义的物理量）。在原子物理的领域，最基本的问题，像原子模型和發射光譜等，古典力学都无法给出合理的解释。眾位大师尽心竭力研究这些难题，成功地发展出现代量子力学。类似地，在座标转换时（转换于两个移动参考系之间），因为古典电磁学和古典力学相互矛盾，表现出不同的物理行为，引起爱因斯坦的关注，经过多年的努力，终就想出惊世的相对论。
自二十世纪末期以後，不再能虎山独行的古典力学，与经典电磁学共同被牢牢的嵌入相对论和量子力学裏面，成为在非相对论性和非量子力学性的極限，研究非相对论性和非量子尺寸物体的物理性质的学术。

## 适用域

經典力學的適用域。

大多数经典力学的理论是更精准理论的简化或近似。两个非常精准的學術领域是广义相对论和相对论性统计力学。几何光学是量子光学的近似，并没有比它更优良的经典理论了。

### 狭义相对论的近似
在牛顿力学，或非相对论性经典力学裏，一个粒子的动量{\displaystyle \mathbf {p} \,\!}表达为
{\displaystyle \mathbf {p} =m_{0}\mathbf {v} \,\!}；
其中，{\displaystyle m_{0}\,\!}是粒子的质量，{\displaystyle \mathbf {v} \,\!}是粒子的速度。
在相对论裏，动量表达为
{\displaystyle \mathbf {p} ={\frac {m_{0}\mathbf {v} }{\sqrt {1-v^{2}/c^{2}}}}\,\!}。
其中，{\displaystyle m_{0}\,\!}是粒子的静止质量。
这表达式可以对项目{\displaystyle v/c\,\!} 泰勒展开为
{\displaystyle \mathbf {p} ={\frac {m_{0}\mathbf {v} }{\sqrt {1-v^{2}/c^{2}}}}=m_{0}\mathbf {v} \left(1+{\frac {1}{2}}{\frac {v^{2}}{c^{2}}}+\dots \right)\,\!}。
当{\displaystyle v\ll c\,\!}，速度超小于光速时，经典近似成立。
举例而言，回旋加速器，磁旋管，或高电压磁控管的相对论性回旋頻率{\displaystyle f\,\!}为 
{\displaystyle f=f_{c}{\frac {m_{0}}{m_{0}+T/c^{2}}},\,\!}；
其中，{\displaystyle f_{c}\,\!}是电子的经典頻率，{\displaystyle T\,\!}是动能。
电子的靜止質量是511KeV。假若，电磁真空管的直流加速电压为5.11KeV，那麼，頻率修正很小，只有1%。

### 量子力学的近似
当系统尺寸接近德布罗意波长时，经典力学的射线近似不成立，粒子具有波动性质。根据德布罗意假说，非相对论性粒子的波长是
{\displaystyle \lambda =h/p\,\!}；
其中，{\displaystyle h\,\!}是普朗克常数。
因为电子的质量较轻，不需要擁有很大的動量，就會顯示出波動現象。克林顿·戴维孙和雷斯特·革末首先觀察到电子的波动性质。於1927年，他们在戴維森-革末實驗中，将以54V加速，电子波长为0.167 nm的電子束，入射於原子间隔为0.215 nm的鎳晶體標靶.。細心地測量散射到每個角度的電子束強度，就可以得到電子的繞射圖案，與威廉·布拉格預測的X射線繞射圖案完全相同。
在电子工程领域，有显示经典力学不足的更实际例子，像穿隧二極體和积体电路內電晶體閘極的量子穿隧效應。

## 外部連結
- 麻省理工學院物理系視聽教學：經典力學1999 （页面存档备份，存于）.